# Bleu de toluidine
Le bleu de toluidine (TB), aussi appelé chlorhydrate de triméthylthionine, est un composé organique de formule C15H16ClN3S. Il fait partie de la famille des phénothiazines, composés notamment connus pour leur utilisation comme teintures. C'est un colorant basique utilisé dans de nombreux domaines de la chimie et de la biologie.
Le TBO est capable d’interagir avec des éléments de tissus biologiques, notamment les acides nucléiques et les glucides, ce qui lui confère un intérêt majeur dans les études histologiques mais il peut aussi interagir avec des fonctions chimiques tel que les acides carboxyliques sous forme carboxylate. En effet, le TBO est naturellement stable sous sa forme chlorhydrate car il s'agit d'une molécule chargé positivement et qui ne peut interagir qu'avec des espèces chargés négativement, d'où son caractère de colorant basique.

## Synthèse
Industriellement, le bleu de toluidine est obtenu par le couplage oxydant de la N,N-diméthylaniline et du 1,4-diamino-2-méthyl-5-sulfosulfanylbenzène. Cette synthèse est faite en milieu aqueux avec un catalyseur à base de chrome(VI), un oxydant fort :   

## Applications
En biologie, c'est le caractère métachromasique de l’interaction tissu-colorant du bleu de toluidine qui fait de cette molécule un bon candidat pour la coloration, notamment en histologie. En effet, suivant les éléments tissulaires présent dans les parois des échantillons analysés, cette molécule va apporter des colorations différentes. Par exemple, en biologie végétale, ce colorant est utilisé pour l'étude histologique des plantes, et il prendra une couleur rose en contact avec une paroi pecto-cellulosique, violette pour une paroi subérifiée, bleu pour une paroi lignifiée et deviendra de plus en plus sombre pour des parois contenant de longues chaînes d'acides gras. Il peut être intéressant de noter que, dans le cas de la détection de la lignine dans des tissus, l'adsorption du TBO se fait suivant un processus d'échange d'ions et suit l'équilibre de Donnan, ce qui permet de déterminer la charge de certaines fibres. Le TBO est aussi capable de se complexer avec les polyphénols de manière non spécifique et en permet leur détection dans les baies de raisin notamment ce qui lui confère un intérêt majeur en œnologie. Cette propriété permet aussi d'utiliser le TBO pour repérer les flavonoïdes dans les métabolites d'une plante.
En chimie, le TBO peut être utilisé en catalyse pour vérifier l’efficacité d'un catalyseur de réaction de réduction notamment.
De plus, ce colorant peut être utilisé pour doser les fonctions carboxyliques présentent sur la surface des matériaux. En effet, le TBO est stable sous forme de sel de chlorure, ce qui induit la présence d'une charge positive dans sa structure capable d’interagir dans une liaison ionique avec la forme carboxylate d'un acide carboxylique. Après désorption, dans un milieu basique, du TBO complexé, la solution obtenue peut être analysé par spectrométrie ultraviolet à un longueur d'onde de 634 nm pour quantifier le colorant désorbé et donc le nombre de fonction carboxyliques en surface d'un matériau. Le procédé d'adsorption et de désorption est décrit sur la figure 2. Cette technique est notamment utilisée pour démontrer la fonctionnalisation d'un matériau par des acides et pour quantifier cette dernière.

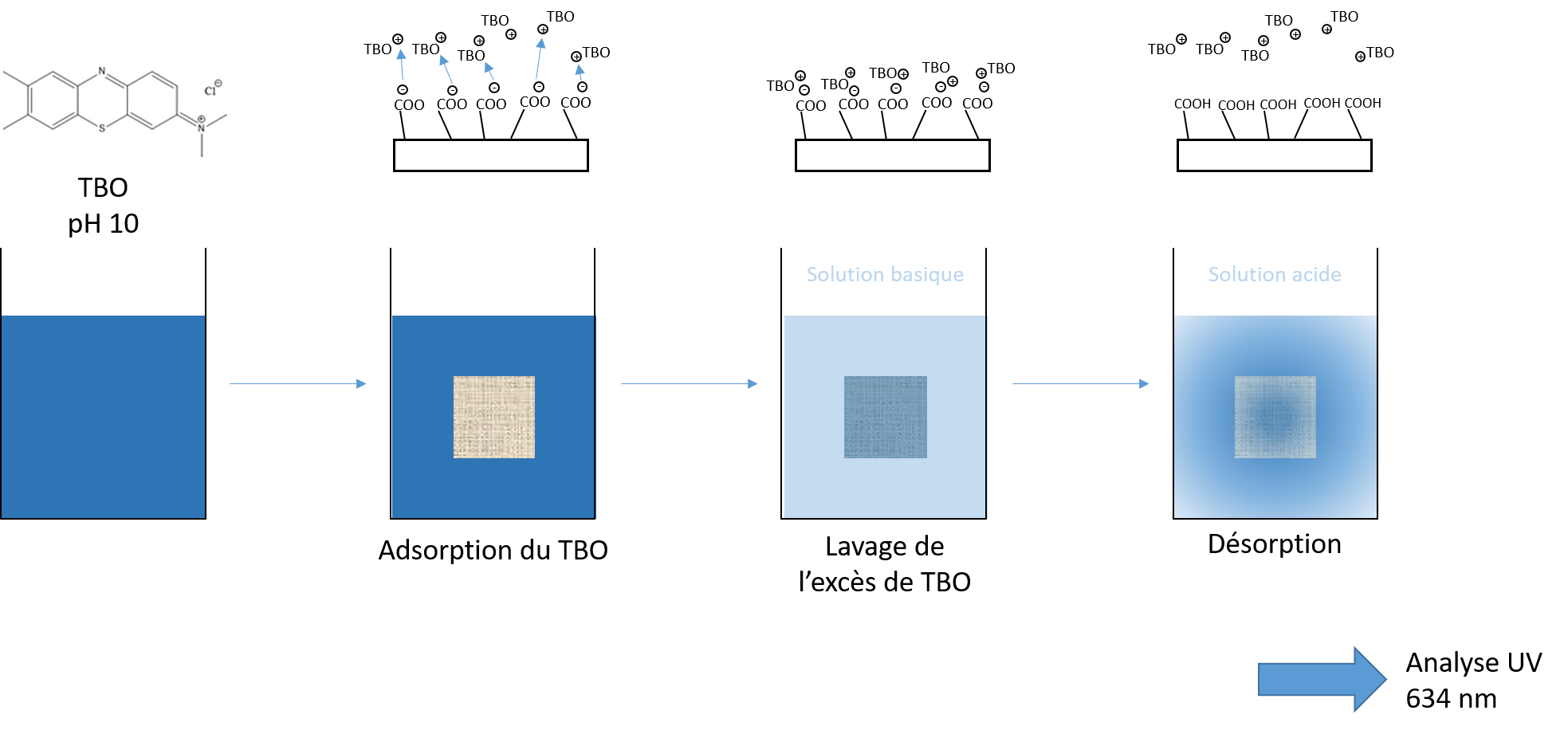
Figure 2: Représentation schématique de l'expérience de quantification des fonctions carboxyliques par dosage TBO.